# Mohammad Chakpour
Mohammad Chakpour (perski. محمد خاکپور; ur. 20 lutego 1969) – irański piłkarz i trener. Występował na pozycji obrońcy. W czasie kariery piłkarskiej mierzył 178 cm wzrostu.

## Kariera klubowa
Chakpour urodził się w Teheranie i swoją piłkarską karierę zaczął właśnie w tym mieście w klubie PAS Teheran. Było to w roku 1988. Po dwóch sezonach odszedł do Persepolisu. Występował w tej ekipie przez 4 lata. W 1995 postanowił wyjechać za granicę. Przeszedł więc do tureckiego Vanspor AS. Rok później opuścił Turcję i podpisał kontrakt z singapurskim Geylang United. Po jednym sezonie tam spędzonym wrócił do swojej ojczyzny do drużyny Bahman Karadż. W 1999 roku wyjechał do USA. Zaczął występować w MetroStars. W 2000 roku Mohammad postanowił zakończyć karierę. Łącznie w barwach MetroStars wystąpił 19 razy.

## Kariera reprezentacyjna
Mohammad Chakpour w reprezentacji swojego kraju zadebiutował w 1989 roku. 9 lat później został powołany przez selekcjonera Dżalala Talebiego do kadry na Mundial. Na tym turniej Irańczycy nie zdołali wyjść z fazy grupowej. A sam Mohammad wystąpił we wszystkich trzech spotkaniach. Łącznie w barwach narodowych rozegrał 52 mecze i strzelił 1 bramkę.

## Kariera trenerska
Chakpour w 2006 roku był asystentem trenera w drużynie Fulad Ahwaz.